# Paul Rachubka
Paul Stephen Rachubka, né le 21 mai 1981 à San Luis Obispo (Californie), est ancien un footballeur anglo-américain qui évoluait au poste de gardien de but.

## Biographie
Le 23 juin 2011, il signe un contrat de deux ans avec Leeds United où il retrouve Simon Grayson, son entraîneur lors de sa première saison à Blackpool.
Fin 2012, il est recruté par Accrington Stanley sous la forme d'un prêt d'urgence.
Le 20 février 2015 il rejoint Crewe.
Le 6 août 2016 il rejoint Bury.

## Carrière
- 2000-2002 :  Manchester United
  - 2001 :  Royal Antwerp FC (prêt)
  - 2001-2002 :  Oldham Athletic (prêt)
- 2002-2004 :  Charlton Athletic
  - 2004 :  Burnley FC (prêt)
  - 2004 :  Huddersfield Town (prêt)
  - 2004 :  Milton Keynes Dons (prêt)
  - 2004 :  Northampton Town (prêt)
- 2004-2007 :  Huddersfield Town
  - 2006-2007 :  Peterborough United (prêt)
  - 2007 :  Blackpool FC (prêt)
- 2007-2011 :  Blackpool FC
- 2011- :  Leeds United
  - 2012 :  Tranmere Rovers (prêt)
  - 2012 :  Leyton Orient (prêt)[3]